# Lull
Lull é o primeiro EP da banda The Smashing Pumpkins, lançado a 5 de Novembro de 1991.

## Faixas
1. "Rhinoceros" – 5:57
2. "Blue" – 3:22
3. "Slunk" – 2:49
4. "Bye June" – 2:09

## Créditos
- Billy Corgan - Vocal, guitarra
- Jimmy Chamberlin - Bateria
- James Iha - Guitarra, vocal
- D'arcy Wretzky - Baixo, vocal